# Carpates serbes
Les Carpates serbes (en serbe : Karpatske planine) ou Carpates transdanubiennes sont généralement considérées comme constituant la partie méridionale des Carpates sur la rive droite du Danube. De moyenne altitude, cette chaîne de montagne fait le lien avec les monts des Balkans au sud-est. Géographiquement, les Carpates serbes font toutefois partie de la péninsule des Balkans (au sud du Danube).

## Géographie

### Situation
En Serbie, les Carpates se trouvent à l'est du pays et sont longues de 200 km, sur un axe nord-sud. Elles sont situées à l'est de la vallée de la Velika Morava, la « grande Morava », à l'ouest de la vallée du Beli Timok, le « Timok blanc », et au nord de la vallée de la Nišava. Elles sont séparées des Carpates occidentales roumaines et des Alpes de Transylvanie par le Danube qui a creusé les profondes gorges des Portes de fer. Aux abords du Danube, les Carpates serbes ont l'aspect de grandes collines et s'élèvent ensuite en direction de la chaîne des Balkans pour prendre l'aspect de montagnes.
Il y a eu dans le passé des débats pour déterminer si ces montagnes font partie des Carpates ou de la chaîne du Grand Balkan au sud-est, Il y a également des interprétations différentes quant aux dimensions des Carpates serbes par rapport aux monts des Balkans. Ainsi, le point culminant se situe soit au Šiljak (à 1 570 m d'altitude) dans les monts Rtanj au sud du massif soit au mont Beljanica (1 339 m).
Les localités les plus importantes des Carpates serbes sont Knjaževac, Sokobanja, Boljevac, Majdanpek et Bor où l'on se trouve une des plus grandes mines de cuivre d’Europe.

### Géologie
Les Carpates serbes font partie de l'unité géotectonique carpato-balkanique. Elle est caractérisée par des zones calcaires isolées séparées par des bassins néogènes dont les sédiments couvrent les bords des zones de calcaire. Certaines formations de calcaire sont séparées par des roches volcaniques tertiaires. L'épaisseur de la couche de calcaire n'est pas uniforme bien que l'épaisseur moyenne soit d'environ 500 m. Les formations karstiques se sont développées sur des plateaux montagneux à différentes altitudes mais principalement entre 1 000 et 1 100 m (dans les monts Beljanica, Devica, Ozren et dans les monts Kučaj) et également à des altitudes plus basses entre 500 et 700 m (monts Miroč). Le karst est généralement couvert par des forêts et des prairies. Les affleurements de karst sont rares et seulement visibles sur les reliefs calcaires et les pentes raides.
Le soubassement carbonaté et le karst provoquent une irrégularité dans le cours des rivières qui, parfois, disparaissent dans le sol pour resurgir un peu plus loin. On y trouve un certain nombre de résurgences et de vallées sèches, parmi lesquelles on peut citer celles de Dubašnica, de Žljebura, ainsi que le canyon de Lazare dans les monts Kučaj. De nombreuses grottes sont présentes notamment dans les monts Kučaj et dans les monts Beljanica. Dans les monts Beljanica, de nombreuses sources jaillissent de la grotte Velika Atula (560 m) comme le Veliko vrelo et le Malo vrelo ou encore la source de la Mlava (en serbe : Vrelo Mlave), près de Žagubica. La grotte de Resava (en serbe : Resavska pećina), est la plus célèbre d'entre elles par ses concrétions, attirant chaque année environ 50 000 visiteurs. Parmi les autres grottes des monts Beljanica, on peut citer celles de Jelarča, la Pionirska pećina, la Vlaška pećina et l'Ivkov ponor ou encore, dans les monts Kučaj, les grottes d'Izviđačka pećina, de Lazareva (alias Zlotska), de Ravanička, de Bogovinska, de Vernjikica et de Dubašnica.

### Subdivisions
- Monts Miroč (Miroč planina)
- Monts Homolje (Homoljske planine)
- Velik et Mali Krš (Veliki i Mali Krš)
- Monts Beljanica (Beljanica planina)
- Monts Kučaj (Kučajske planine)
- Monts Rtanj (Rtanj planina)
- Monts Ozren et Devica (Ozren i Devica)

### Principaux sommets
- Šiljak (1 570 m)
- Beljanica (1 339 m)
- Velika Trestaj (1 284 m)
- Mont Stol (1 156 m)
- Veliki Krš (1 148 m)
- Deli Jovan (1 141 m)
- Devica (1 138 m)
- Crni vrh (1 043 m)